# Callistocypraea aurantium
Callistocypraea aurantium (vroeger geclassificeerd binnen het geslacht Lyncina) is een slakkensoort uit de familie van de Cypraeidae. De wetenschappelijke naam van de soort werd in 1791, als Cypraea aurantium, voor het eerst geldig gepubliceerd door Johann Friedrich Gmelin. De soort wordt ook wel gouden kauri genoemd.

## Beschrijving
Zoals alle soorten van het geslacht Callistocypraea is ook deze soort behoorlijk groot met een schelplengte van 85 tot 105 mm. Het grootste exemplaar ooit gevonden is 121 mm hoog. De kleur van de schaal varieert van bleek oranjebruin tot oranje, de onderkant is crèmekleurig.

## Verspreiding en leefgebied
Deze vrij zeldzame soort heeft een zeer groot verspreidingsgebied, dat grote delen van de zuidwestelijke Stille Oceaan bestrijkt. C. aurantium leeft op een diepte van 15 tot 45 meter in de zee, altijd in de buurt van koraalriffen, waar hij voedsel en bescherming tegen roofdieren vindt. Meestal verstopt hij zich overdag in het rif om zich 's nachts te voeden.